# إليزابيث سيدال
إليزابيث إليانور سيدال (بالإنجليزية: Elizabeth Eleanor Siddall) (25 يوليو 1829 - 11 فبراير 1862)، المعروفة باسم ليزي، كانت فنانة وشاعرة وعارضة أزياء إنجليزية. كان سيدال فنانًا وشاعرًا مهمًا ومؤثرًا. يمكن العثور على مجموعات كبيرة من أعمالها الفنية في متحف أشموليان وأمستردام. تم رسم سيدال على نطاق واسع من قبل فنانين من جماعة ما قبل الرفائيلية، بما في ذلك ويليام هولمان هانت، وجون إيفريت ميليه (رسمته الشهير أوفيليا عام 1852)، وزوجها، دانتي غابرييل روسيتي.

## حياة سابقة
إليزابيث إليانور سيدال، التي سميت على اسم والدتها، ولدت في 25 يوليو 1829 ، كان والداها "تشارلز كروك سيدال" و"إليزابيث إليانور إيفانز" من عائلة من أصول إنجليزية وويلزية. في وقت ولادتها، كان والدها يعمل في صناعة أدوات المائدة. حوالي عام 1831 ، انتقلت عائلتها إلى حي ساوثوارك، في جنوب لندن، كان لديها شقيقان أكبر منها، "آن" و"تشارلز روبرت". ولد باقي أشقاء سيدال في ساوثوارك. على الرغم من عدم وجود سجل عن التحاق إليزابيث سيدال بالمدرسة، إلا أنها كانت تستطيع القراءة والكتابة، ويفترض أنها تلقت التعليم من قبل والديها. نمت حب الشعر في سن مبكرة، بعد اكتشافها قصيدة للشاعر الإنجليزي ألفريد تينيسون، كانت بمثابة مصدر إلهام لبدء كتابة قصائدها.

## عملها كنموذج لرساميما قبل رافائيلية

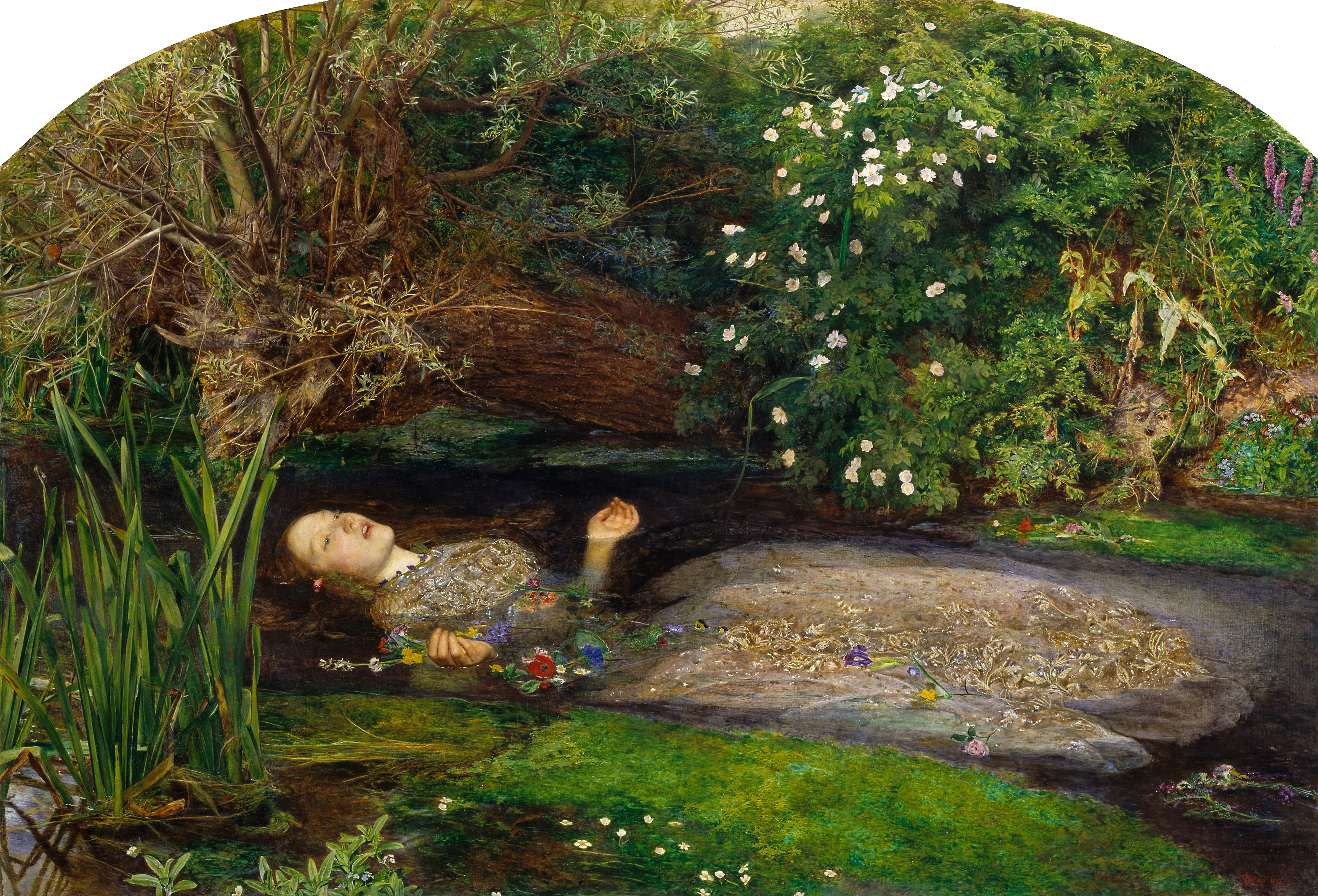
إليزابيث سيدال، عملت كنموذج للوحة جون إيفريت ميليه الشهيرة أوفيليا.

عرضت سيدال رسوماتها الخاصة على والد الرسام والتر ديفيريل في عام 1849 ، بينما كانت تعمل في محل خياطة ومصنع في كرانبورن آلي، لندن. اقترح والد ديفيريل أن تكون عارضة أزياء لوالتر. تم توظيفها كنموذج من قبل ديفيريل ومن خلاله تم تقديمها إلى ما قبل رافائيلية.
على الرغم من أنه تم الترويج لها فيما بعد بجمالها، فقد تم اختيار سيدال في الأصل كنموذج بسبب بساطت ملامحها. في ذلك الوقت، كان ديفيريل يعمل على لوحة زيتية كبيرة، مثل بقية أفراد ما قبل رافائيلية، أخذ ديفيريل إلهامه وأشكاله من الحياة بدلاً من الاعتماد على شخصية مثالية من مخيلته. كانت هذه أول لوحة تجلس سيدال من أجلها. أثناء رسم لوحة جون إيفرت ميليه «أوفيليا» في عام 1852 ، طافت سيدال في حوض استحمام مليء بالمياه لتمثيل أوفيليا الغارقة. يرسم ميليه يوميًا خلال فصل الشتاء، ويضع مصابيح الزيت تحت الحوض لتدفئة الماء. في إحدى المرات انطفأت المصابيح وأصبح الماء باردًا. ميليه، الذي انغمس في رسوماته، لم ينتبه وسيدال لم تشتكي. بعد ذلك أصيبت ببرد شديد أو التهاب رئوي. حمل والدها ميليه المسؤولية، وتحت التهديد باتخاذ إجراء قانوني، دفع ميليه فواتير طبيبها.
كانت إليزابيث سيدال النموذج الأساسي والملهمة لدانتي غابرييل روسيتي طوال معظم شبابه. قابلته عام 1849 ، عندما كانت تعمل كعارضة لديفيريل. بحلول عام 1851 ، كانت تجلس مع روسيتي وبدأ في رسمها استبعاد جميع الموديلات الأخرى تقريبًا. كما منعها روسيتي أيضًا من عرض الأزياء لأعضاء ما قبل الرفائيلية الآخرين. يقال إن عدد اللوحات والرسومات التي رسمها لها يصل إلى الآلاف. لعل أشهر أعمال روسيتي من سيدال هي لوحة بياتا بياتريكس، رُسمت في عام 1863 ، بعد عام من وفاة سيدال.

## العمل

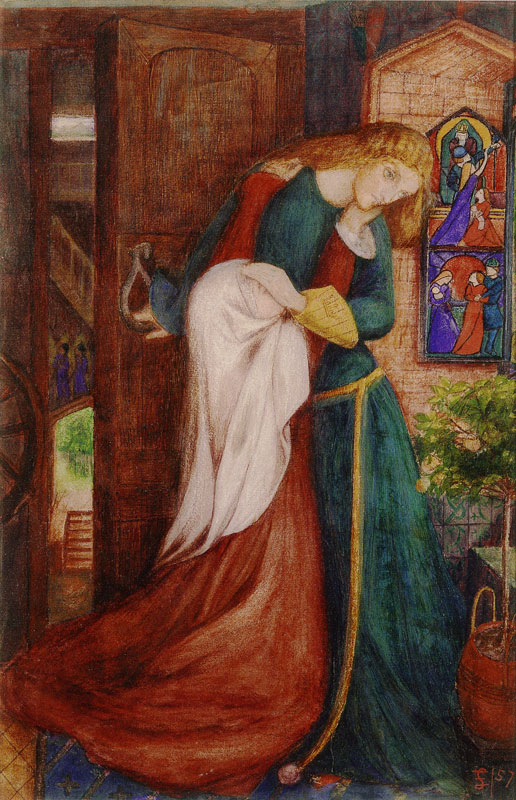
إليزابيث سيدال ، ليدي كلير ، 1857. مجموعة خاصة.

في عام 1852، بدأت سيدال الدراسة مع روسيتي. كما أنها رسمت صورة ذاتية تختلف عن الجمال المثالي الذي صوره فناني ما قبل الرفائيلية. في عام 1855 ، بدأ الناقد الفني جون روسكين في دعم مسيرتها المهنية ودفع 150 جنيهًا إسترلينيًا سنويًا مقابل جميع الرسومات واللوحات التي أنتجتها. أنتجت العديد من الرسومات والرسومات والألوان المائية بالإضافة إلى لوحة زيتية واحدة. تم تصميم رسوماتها بطريقة مشابهة لتركيبات ما قبل الرافائيلية التي توضح أسطورة الملك آرثر وغيرها من الموضوعات المثالية في العصور الوسطى، وقد عرضت مع لوحات ما قبل الرفائيلية في المعرض الصيفي في عام 1857.
خلال هذه الفترة، بدأت سيدال أيضًا في كتابة الشعر، غالبًا مع مواضيع مظلمة حول الحب المفقود أو استحالة الحب الحقيقي. كتب الناقد ويليام جاونت: «كانت أشعارها بسيطة ومؤثرة مثل القصص القديمة؛ كانت رسوماتها حقيقية في روح القرون الوسطى بقدر ما كانت الأعمال الفنية عالية التشطيب والكفاءة من فن ما قبل الرفائيلية». دعم كل من روسيتي وفورد مادوكس براون عملها وأعجب بهما.

## الزواج منروسيتيوالعلاقة مع عائلته

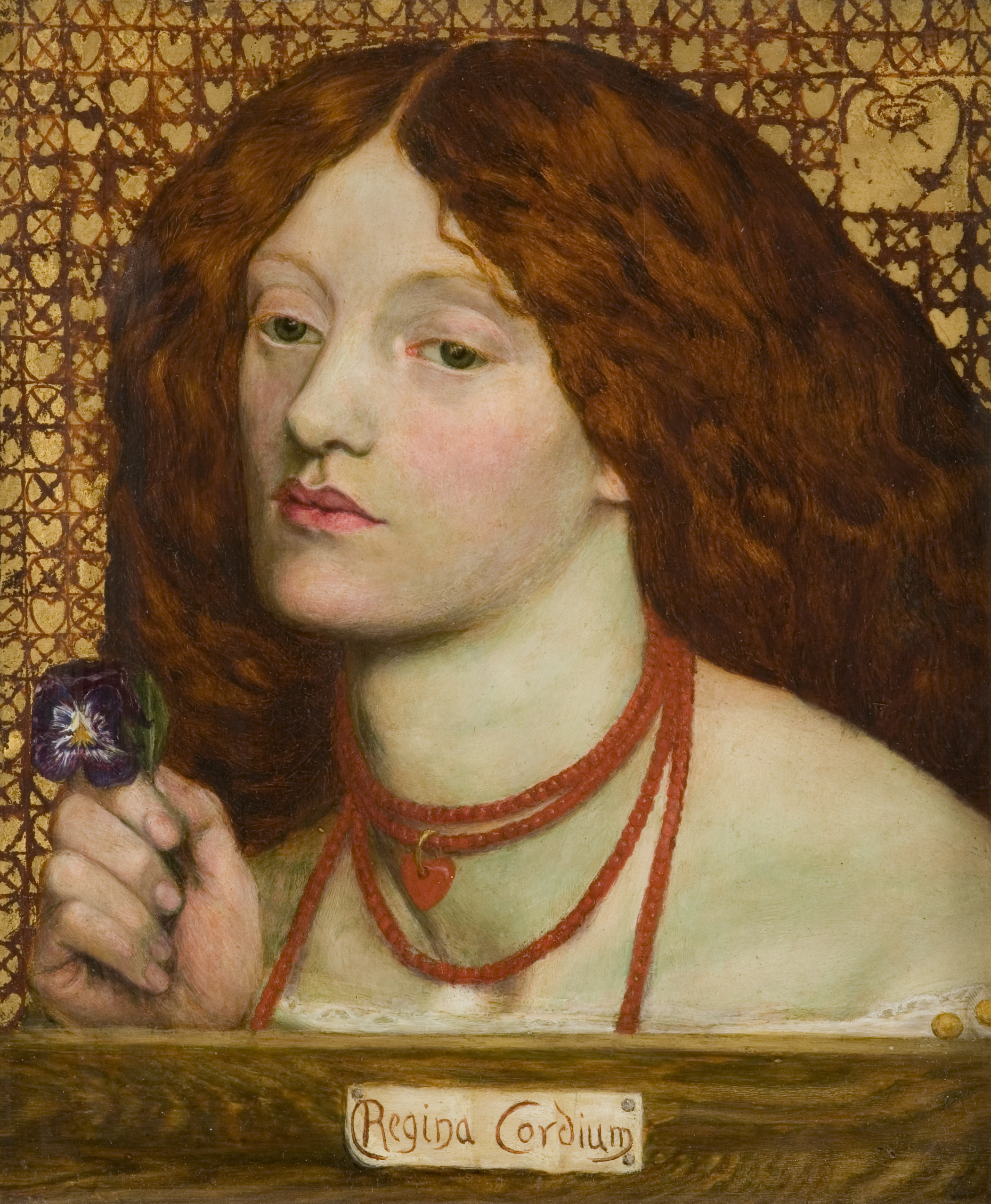
«ملكة القلوب» لوحة لسيدال بواسطة روسيتي عام 1860.

تزوج سيدال وروسيتي يوم الأربعاء 23 مايو 1860 في كنيسة القديس كليمنت في بلدة هاستينغز الساحلية. لم يكن هناك عائلة أو أصدقاء، فقط اثنان من الشهود الذين سألواهم في هاستينغز. ابتداء من عام 1853 مع لوحة مائية في الذكرى الأولى لوفاة بياتريس، جلست سيدال للعديد من أعمال روسيتي. بعد هذا العمل، استخدم روسيتي سيدال في أعمال أخرى ذات صلة بدانتي، بما في ذلك لوحات مثل رؤية دانتي لراشيل وليا (1855)، لقاء بياتريس دانتي في وليمة الزواج، ورفضت تحيته (1851)، وبياتا بياتريكس (1864-1870)، الذي رسمها كنصب تذكاري بعد وفاتها. ربما كانت أكثر أعمال روسيتي وفرة وشخصية هي رسومات بالقلم الرصاص لسيدال في المنزل، والتي بدأها عام 1852 عندما انتقلت معه إلى تشاتام بليس.

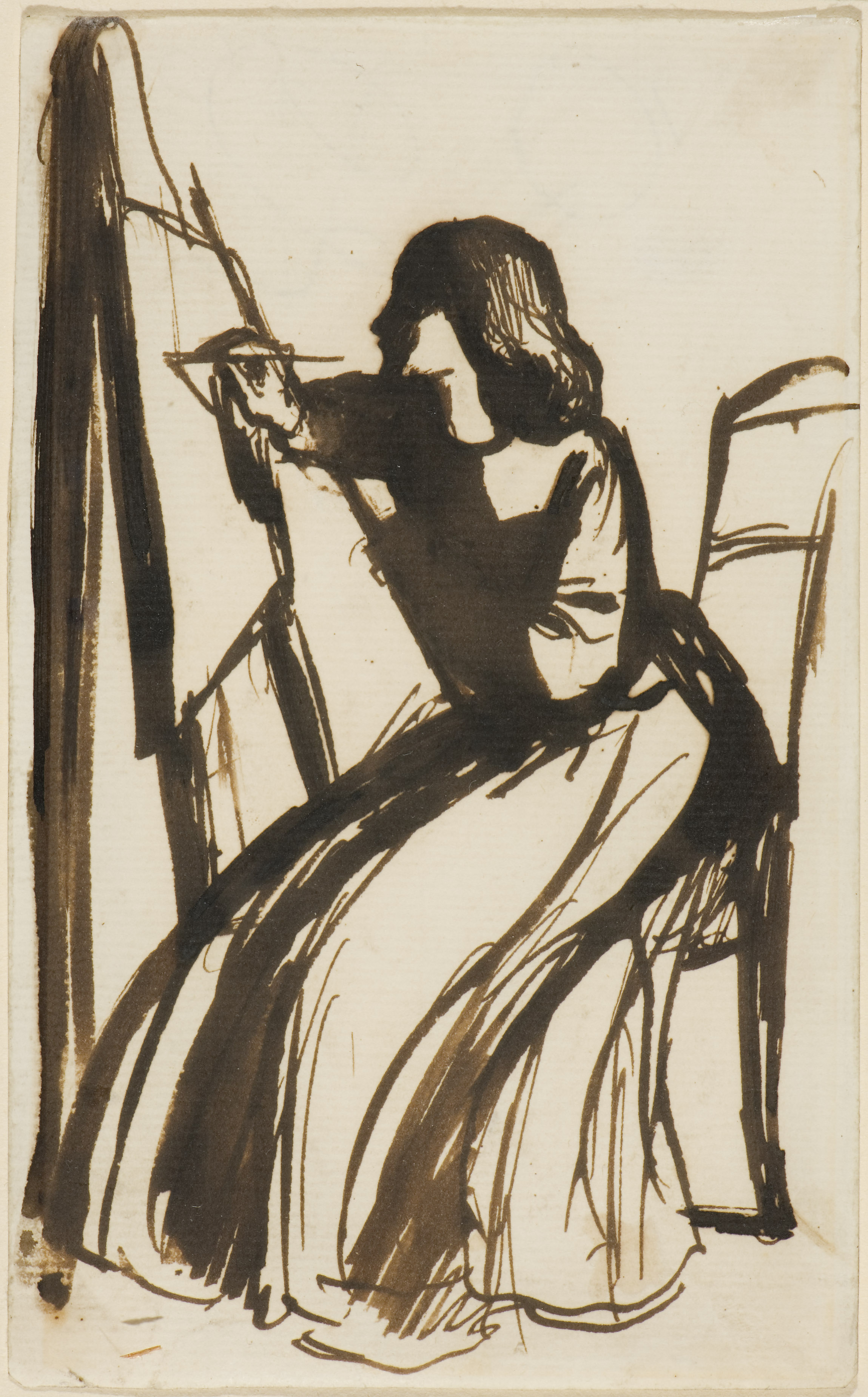
رسم عام 1852 بواسطة روسيتي لسيدال وهي ترسم.

عندما تحرك الاثنان معًا، أصبحوا معاديين للمجتمع بشكل متزايد واستغرقوا في مشاعر بعضهم البعض. ابتكر العاشقون ألقاب حنون لبعضهم البعض، والتي تضمنت "Guggums" أو "Gug" و "Dove" - أحد أسماء روسيتي لسيدال. كما قام بتغيير تهجئة اسمها إلى Siddal ، وأسقط الحرف "l" الثاني. تم إضفاء الطابع المثالية على سيدال مرارًا وتكرارًا في رسومات روسيتي، والتي كان عنوان معظمها ببساطة "إليزابيث سيدال. في هذه الرسومات، تم تصوير سيدال على أنها امرأة تتمتع بالترفيه والطبقة والجمال، وغالبًا ما تقع في أماكن مريحة. تجسد قصيدة روسيتي "اعتراف أخير" حبه لسيدال، الذي يجسده على أنه البطلة ذات العيون "مثل البحر والسماء في يوم رمادي". صورة أخرى شهيرة لسيدال رسمها روسيتي قرب نهاية زواجهما هي ريجينا كورديوم أو ملكة القلوب (1860). تُظهِر هذه اللوحة، المرسومة كصورة زواج، صورة مقربة ملونة نابضة بالحياة لسيدال.

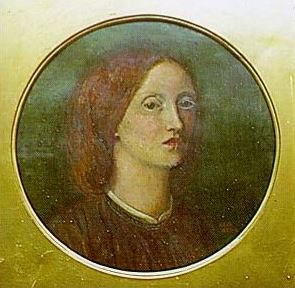
إليزابيث سيدال في صورة ذاتية عام 1854.

بما أن سيدال تنحدر من عائلة من الطبقة العاملة، فقد خشي روسيتي من تعريفها بوالديه. كانت سيدال ضحية انتقادات شديدة من شقيقاته. ساهم علمه بأن عائلته لن توافق على الزواج في تأجيله للزواج. يبدو أن سيدال كانت تعتقد، مع بعض المبررات، أن روسيتي كان يسعى دائمًا إلى استبدالها بإلهام أصغر سناً للوحاته القادمة، مما ساهم في إصابتها لاحقًا بفترات اكتئاب ومرض.
بعد سبع سنوات من وفاة زوجته، نشر روسيتي مجموعة من السوناتات بعنوان «بيت الحياة» احتوت بداخلها قصيدة عنوانها «بدونها». تمثل انعكاس للحياة بمجرد رحيل الحب:
وماذا عن كأسها بدونها؟ الرمادي الفارغ
هناك حيث البركة أعمى وجه القمر.
فستانها بدونها؟ المساحة الفارغة المتروكة
من سحابة من حيث رحل القمر.
طريقي بدونها؟ يوم عابر بلا معنى
اغتصبها الليل المقفر. لها مكان الوسادة
بدونها؟ دموع آه لي! لنعمة الحب الطيبة،
والنسيان البارد ليلاً أو نهاراً.
وماذا عن القلب بدونها؟ كلا، قلب فقير،
منك ما هي الكلمة التي بقيت قبل الكلام؟
عابر طريق جرداء وبرودة،
طرق شديدة ومرهقة، بدونها أنت،
حيث السحابة الطويلة، نظير الخشب الطويل،

سقيفة ضاعفت الظلام فوق تل العمر.

## الصحة والموت

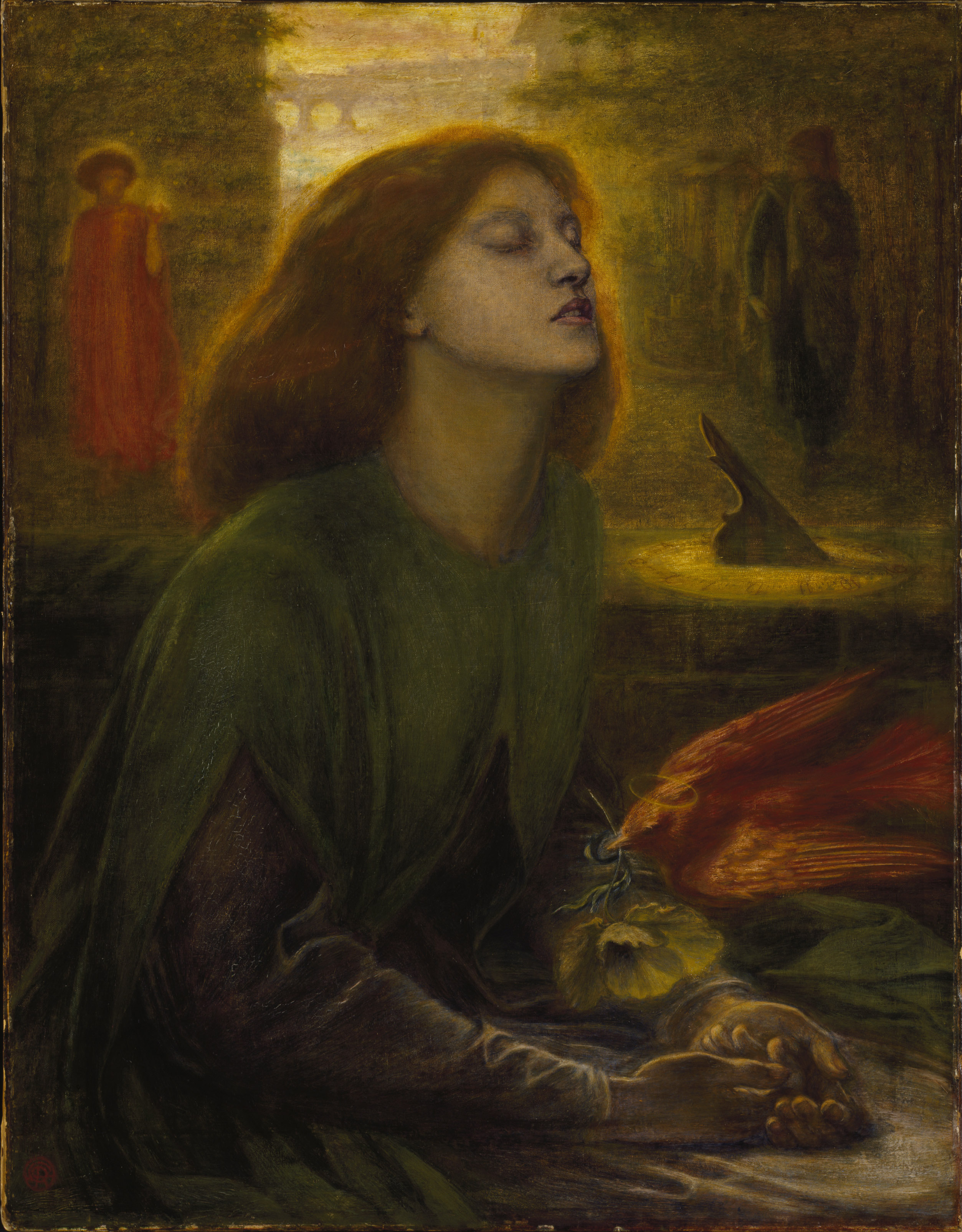
أكمل دانتي غابرييل روسيتي لوحة بياتا بياتريكس بعد عام من وفاة سيدال.

سافرت سيدال إلى باريس ونيس لعدة سنوات من أجل صحتها. في وقت زفافها، كانت ضعيفة ومريضة لدرجة أنه كان لا بد من نقلها إلى الكنيسة، على الرغم من أنها كانت على بعد خمس دقائق سيرًا على الأقدام من مكان إقامتها. كان يعتقد أنها مصابة بمرض السل، لكن بعض المؤرخين يعتقدون أن الإصابة باضطراب في الأمعاء كانت أكثر احتمالاً. اقترح آخرون أنها ربما كانت مصابة بفقدان الشهية بينما يعزو آخرون سوء حالتها الصحية إلى إدمانها على صبغة ألافيون. أصيبت بالاكتئاب الشديد وأدى مرضها الطويل إلى الوصول إلى صبغة ألافيون الذي أصبحت مدمنة عليه. في عام 1861 ، حملت سيدال وانتهت بولادة ابنة ميتة. تركت وفاة طفلها تعاني من اكتئاب ما بعد الولادة. حملت للمرة الثانية في أواخر عام 1861.
تناولت سيدال جرعة زائدة من صبغة ألافيون في فبراير 1862. اكتشفها روسيتي فاقد للوعي وترقد في السرير بعد أن تناول العشاء معها وصديقه ألغيرنون تشارلز سوينبورن. بعد أن أخذ سيدال إلى المنزل، حضر روسيتي وظيفته التعليمية المعتادة في كلية الرجال العاملين. بمجرد عودة روسيتي إلى المنزل من التدريس، وجد سيدال فاقده للوعي ولم يتمكن من إنعاشها. زعم أول طبيب اتصل به روسيتي أنه غير قادر على إنقاذها، لذلك أرسل روسيتي بطلب ثلاثة أطباء آخرين. تم استخدام مضخة المعدة، ولكن دون جدوى. توفيت في الساعة 7.20 صباحًا يوم 11 فبراير 1862 في منزلهم. على الرغم من حكم الطبيب الشرعي بوفاتها بالخطأ، إلا أن هناك اقتراحات بأن روسيتي عثر على مذكرة انتحار، مع عبارة «الرجاء الاعتناء بهاري» (شقيقها غير الصحيح، الذي ربما كان يعاني من إعاقة ذهنية طفيفة)  مستغرقًا من الحزن والشعور بالذنب، ذهب روسيتي لرؤية فورد مادوكس براون الذي من المفترض أنه أمره بحرق الرسالة، لأن الانتحار كان غير قانوني وغير أخلاقي، وكان من شأنه أن يجلب فضيحة للأسرة ويمنع سيدال من الدفن على الطريقة المسيحية.